# CK Большого Пса
CK Большого Пса (лат. CK Canis Majoris) — двойная затменная переменная звезда типа Алголя (EA) в созвездии Большого Пса на расстоянии (вычисленном из значения параллакса) приблизительно 40668 световых лет (около 12469 парсеков) от Солнца. Видимая звёздная величина звезды — от +16,2m до +15m. Орбитальный период — около 1,0922 суток.